# Émile Marius Bruat
Émile Marius Bruat (Marseille, 3 aout 1828-Lorient, 21 février 1874), est un officier de marine français.

## Biographie
Neveu d'Armand Joseph Bruat, il entre à l'École navale en novembre 1843 et en sort aspirant de 1re classe en septembre 1847. Il sert alors sur le Gassendi à la division de l'Atlantique Sud et se fait remarquer à bord du Parana à la bataille de San Lorenzo (1847). 
Il passe ensuite sur la Diligente au Levant et est nommé en septembre 1849 enseigne de vaisseau. Il sert alors avec son oncle sur l' Africaine aux Antilles puis sur la Sentinelle dans l'Atlantique. Promu lieutenant de vaisseau en mars 1854, il se distingue sur le Montebello en Crimée lors de l'attaque des forts de Sébastopol et de Kinbourn (1855). 
Commandant du Cerbère en Algérie, il est aide de camp de l'amiral Jurien de La Gravière lors de la guerre d'Italie puis sert en 1860 sur l' Algésiras et sur le Donawerth (1861) en escadre d'évolutions. 
Capitaine de frégate (juillet 1862), il se fait de nouveau remarquer lors de l'expédition du Mexique dans le commandement d'une batterie armée par des marins à la bataille de Puebla puis d'un bataillon de fusiliers marins. 
En 1864, second du Jean-Bart à Brest, il commande ensuite la Garonne au Mexique puis le Limier en Espagne (1868-1869) et est promu en mai 1869 capitaine de vaisseau. Il dirige alors le Desaix puis l' Héroïne (1870) dans la mission chargée de bloquer les côtes de la Prusse. 
Bruart sert ensuite à terre comme général de division à l'armée de la Loire (janvier 1871) et participe à la répression de la Commune.
Contre-amiral (juin 1871), major général à Lorient, il venait d'être nommé commandant de la division navale du Pacifique lorsqu'il meurt brutalement le 21 février 1874.

## Récompenses et distinctions
- Officier de la Légion d'Honneur (5 juillet 1863)[2].
- Une rue de Grandvillars porte son nom.